# Mitchell Butler
Mitchell Leon Butler (Los Angeles, 15 dicembre 1970) è un ex cestista statunitense, professionista nella NBA.

## Palmarès
- McDonald's All-American Game (1989)
- Campione CBA (2003)